# Захаров, Михаил Михайлович (тренер)
Михаи́л Миха́йлович Заха́ров (бел. Міхаіл Міхайлавіч Захараў; род. 22 января 1962, Усть-Каменогорск) — советский и белорусский хоккеист, главный тренер национальной сборной Беларуси по хоккею с шайбой. Заслуженный тренер Республики Беларусь. Мастер спорта СССР.
В 2009 году было присвоено почетное звание «Минчанин года».

## Биография
В начале спортивной карьеры выступал за «Динамо» (Минск), провёл 12 сезонов (1979—1991 гг.) и забросил 176 шайб. Как левый крайний нападающий, был очень жестким, силовым и неуступчивым игроком, хорошо работал на «пятачке». С 1993 г. по 1996 г. продолжал игровую карьеру в низших американских хоккейных лигах.
В составе сборной СССР стал победителем международного юношеского турнира сборных социалистических стран «Дружба» 1978 (Минск), забил 8 шайб. Бронзовый призёр юниорского чемпионата мира в составе сборной СССР (1979), забил 4 шайбы. Чемпион Европы в составе сборной СССР до 18 лет (1980), забил 10 шайб. Бронзовый призёр молодёжного чемпионата мира в составе сборной СССР (1981), забил 1 шайбу. Привлекался к играм в составе СССР-2.
Участник чемпионатов мира 1994 в группе С и 1995 в группе С в составе сборной Беларуси.
За сборную Беларуси провел 17 матчей, набрал 20 (9+11) бомбардирских баллов, получил 32 минуты штрафа.
Карьеру игрока завершил в 1996 году.

### Тренерская карьера
Тренерскую карьеру начал в 1996 году.
С 1996 года по 2003 год работал тренером в СДЮШОР « Юность».
С 1996 года по 2001 год был тренером сборной Беларуси. Возглавлял молодёжную сборную Беларуси (U-20) на чемпионате мира 1999, 2004, 2005, юношескую сборную Беларуси (U-18) на чемпионатах мира с 2001 года по 2003 года. Под его руководством юношеская сборная Беларуси (U-18) заняла пятое место на чемпионате мира в 2002 году в сильнейшем дивизионе- лучший результат в истории юношеской национальной команды.
С 2003 года по 2019 год являлся главным тренером ХК «Юность-Минск». Под его руководством клуб достиг наибольшего успеха в истории клуба и стал самым титулованным клубом страны. ХК «Юность-Минск» во главе с Захаровым становился чемпионом Беларуси 9 раз (2004, 2005, 2006, 2009, 2010, 2011, 2016, 2019,2020), серебряным призёром чемпионата Беларуси (2008, 2014, 2015, 2017, 2018), бронзовым призёром чемпионата Беларуси (2007). Обладателем кубка Беларуси (Кубок Руслана Салей) (2005, 2009, 2010, 2013, 2015, 2019).
В чемпионате Беларуси провёл 977 матчей в качестве главного тренера.
Трёхкратный обладатель Континентального кубка (2007, 2011, 2018).
Был признан лучшим тренером Беларуси в сезонах 2003/2004; 2004/2005; 2008/2009; 2009/2010; 2010/2011, 2015/2016.
С 1997 по 2001 годы Захаров работал тренером в сборной Беларуси. Входил в тренерский штаб на зимних Олимпийских играх 1998 года в Нагано. Возглавлял сборную на чемпионате мира 2004 и зимних Олимпийских играх 2010 года в Ванкувере, сборную Украины на чемпионате мира 2010—2011.
29 мая 2007 года Указом Президента Республики Беларусь был награждён орденом Почета.
Михаил Захаров был назначен главным тренером белорусской сборной 20 августа 2019 года. На посту главного тренера он сменил Андрея Сидоренко. До 10 сентября Захаров совмещал работу в национальной команде с должностью главного тренера в минской «Юности», но затем сосредоточился на сборной. В июне 2021 по истечении срока контракта покинул национальную сборную Беларуси.
Работал на 10 чемпионатах мира (66 матчей).
20 января 2012 года постановлением Исполкома НОК Беларуси был награждён медалью Национального олимпийского комитета Республики Беларусь «За выдающиеся заслуги».
20 декабря 2012 года награждён нагрудным знаком отличия «За развитие физической культуры и спорта в Республике Беларусь».
14 декабря 2016 года Указом Президента Республики Беларусь был награждён медалью « За трудовые заслуги».
- Спортивная детско-юношеская школа олимпийского резерва «Юность» с 1996 по 2003 — тренер.
- Сборная Беларуси по хоккею с шайбой с 1996 по 2001 — тренер.
- Юниорская (U-18) сборная Беларуси с 2001 года по февраль 2003 — главный тренер.
- Хоккейный клуб Юность Минск с 2003 — главный тренер.
- Молодёжная (U-20) сборная Беларуси с 2003 года по февраль 2005 — главный тренер.
- Сборная Беларуси по хоккею с шайбой с 2003 по 2005, с ноября 2009 по 2010 — главный тренер[2].
- Сборная Украины по хоккею с шайбой с октября 2009 по 2011 — главный тренер[3].

## Достижения

### Как игрок
- Чемпион Кубка «Дружбы» (СССР, 1978), забил 8 шайб.
- Бронзовый призёр чемпионата Европы среди юниоров (1979), забил 4 шайбы.
- Победитель чемпионата Европы среди юниоров (1980), забил 10 шайб.
- Бронзовый призёр чемпионата мира среди молодёжных команд (1981), забил 1-ну шайбу.
- Бронзовый призёр чемпионата СССР среди молодёжных команд 1981 г.
- Лучший бомбардир финального турнира СССР среди молодёжных команд 1981 г. (16 очков; 10+6)
- Лучший хоккеист Белоруссии (1990).
- Чемпион Польши (1991).
- В составе сборной Беларуси участник ЧМ 1994-96 (17 матчей, 20 очков 9+11).
- В чемпионате СССР в составе Минского «Динамо», провёл 12 сезонов (1979/80; 1990/91), забросил 176 шайб.

### Как тренер
- Победитель чемпионата мира в первом дивизионе (2004).
- Победитель чемпионата мира среди молодёжных команд в первом дивизионе (2003).
- Победитель чемпионата мира среди юниорских команд в первом дивизионе (2001).
- Пятое место на чемпионате мира среди юниорских команд (2002).
- Обладатель Континентального кубка (2007, 2011, 2018).
- Чемпион Беларуси (2004, 2005, 2006, 2009, 2010, 2011, 2016, 2019, 2020).
- Серебряный призёр чемпионата Беларуси (2008, 2014, 2015, 2017, 2018).
- Бронзовый призёр чемпионата Беларуси (2007).
- Обладатель Кубка Беларуси (Кубок Руслана Салея) (2005, 2009, 2010, 2013, 2015, 2019).

C ноября 2009 года Михаил Захаров является одновременно главным тренером трёх команд, в том числе двух национальных сборных (Беларуси и Украины). В 2004 году также являлся одновременно главным тренером трёх команд (сборной Беларуси, молодёжной сборной и «Юности»). Однако после того как сборная Беларуси не попала на Олимпиаду-2006, а молодёжная команда вылетела из элитного дивизиона чемпионата мира, покинул свои посты в сборных.
В 2014 году Захаров подал в суд на пользователей двух интернет-форумов за размещение сведений, «которые порочат честь и достоинство» тренера.